# Ric Flair
Ric Flair (sinh ngày 25 tháng 2 năm 1949 tại Memphis) tên khai sinh là Richard Morgan Fliehr, là một cựu đô vật chuyên nghiệp người Mỹ với biệt danh "The Nature Boy". Ông từng  có một sự nghiệp đô vật phát triển và đã từng được kí hợp đồng với WWE. Ông từng là đồng đội của Triple H, Randy Orton và Batista trong nhóm Evolution, và là trợ thủ đắc lực của Triple H. Tại PPV lớn nhất trong năm của WWE Wrestlemania 24 ông thua trận trước Shawn Michaels (bạn thân của ông) và buộc phải về hưu.

## Các chức vô địch và danh hiệu
- International Wrestling Institute and Museum
  - George Tragos/Lou Thesz Hall of Fame (2013)[192]
- Mid-Atlantic Championship Wrestling/Jim Crockett Promotions/World Championship Wrestling
  - NWA Mid-Atlantic Heavyweight Championship (3 times)[193]
  - WCW International World Heavyweight Championship (2 times)
  - WCW World Heavyweight Championship (6 times)2[194]
  - NWA (Mid Atlantic)/NWA Television Championship (2 times)[195]
  - NWA (Mid Atlantic)/WCW United States Heavyweight Championship (6 times)1[196][197]
  - NWA Mid-Atlantic Tag Team Championship (3 times) – with Rip Hawk (1), Greg Valentine (1), and Big John Studd (1)[198]
  - NWA World Tag Team Championship (Mid-Atlantic version) (3 times) – with Greg Valentine (2) and Blackjack Mulligan (1)[199]
  - First WCW Triple Crown Champion
- National Wrestling Alliance
  - NWA World Heavyweight Championship (8 times)1[200]
  - NWA Hall of Fame (Class of 2008)
- Pro Wrestling Illustrated
  - Mối thù của năm (1987) The Four Horsemen vs. The Super Powers và The Road Warriors[201]
  - Mối thù của năm (1988, 1990) vs. Lex Luger
  - Mối thù của năm (1989) vs. Terry Funk
  - Match of the Year (1983) vs. Harley Race (June 10)
  - Match of the Year (1984) vs. Kerry Von Erich at Parade of Champions 1
  - Match of the Year (1986) vs. Dusty Rhodes at The Great American Bash in a steel cage match
  - Match of the Year (1989) vs. Ricky Steamboat at WrestleWar
  - Match of the Year (2008) vs. Shawn MichaelsWrestleMania XXIV
  - Match of the Decade (2000–2009) vs. Shawn Michaels at WrestleMania XXIV
  - Most Hated Wrestler of the Year (1978, 1987)[203]
  - Most Inspirational Wrestler of the Year (2008)
  - Rookie of the Year (1975)[204]
  - Stanley Weston Award (2008)
  - Wrestler of the Year (1981, 1984–1986, 1989, 1992)[205]
  - Ranked #3 of the top 500 singles wrestlers in the PWI 500 in 1991, 1992, and 1994[206][207][208]
  - Ranked #2 of the top 500 singles wrestlers of the "PWI Years" in 2003[209]
- Professional Wrestling Hall of Fame and Museum
  - Class of 2006
- St. Louis Wrestling Club
  - NWA Missouri Heavyweight Championship (1 time)[210]
- St. Louis Wrestling Hall of Fame
  - Class of 2007
- World Wrestling Federation/World Wrestling Entertainment/WWE
  - WWF Championship (2 times)[211]
  - WWE Intercontinental Championship (1 time)[211]
  - World Tag Team Championship (3 times) – with Batista (2) and Roddy Piper (1)[211]
  - Royal Rumble (1992)[211]
  - WWE Hall of Fame (2 times)
    - Class of 2008 for his individual career
    - Class of 2012 as a member of The Four Horsemen

  - Thirteenth Triple Crown Champion
  - Slammy Award for Match of the Year (2008) - vs. Shawn Michaels at WrestleMania XXIV
- Wrestling Observer Newsletter
  - 5 Star Match (1987) vs. Barry Windham at the Crockett Cup on April 11
  - 5 Star Match (1989) vs. Ricky Steamboat at Chi-Town Rumble
  - 5 Star Match (1989) vs. Ricky Steamboat in a 2-of-out-3 falls match at Clash of the Champions VI: Ragin' Cajun
  - 5 Star Match (1989) vs. Ricky Steamboat at WrestleWar
  - 5 Star Match (1989) vs. Terry Funk in a "I Quit" match at Clash of the Champions IX: New York Knockouts
  - 5 Star Match (1991) with Barry Windham, Larry Zbyszko, and Sid Vicious vs. Brian Pillman, Sting, Rick Steiner, and Scott Steiner in a War Games match at WrestleWar
  - Best Heel (1990)
  - Best Interviews (1991, 1992, 1994)
  - Feud of the Year (1989) vs. Terry Funk
  - Match of the Year (1983) vs. Harley Race in a steel cage match at Starrcade
  - Match of the Year (1986) vs. Barry Windham at Battle of the Belts II on February 14
  - Match of the Year (1988) vs. Sting at Clash of the Champions I
  - Match of the Year (1989) vs. Ricky Steamboat at Clash of the Champions VI: Rajin' Cajun
  - Most Charismatic (1980, 1982–1984, 1993)
  - Most Outstanding (1986, 1987, 1989)
  - Readers' Favorite Wrestler (1984–1993, 1996)
  - Worst Feud of the Year (1990) vs. The Junkyard Dog
  - Worst Worked Match of the Year (1996) with Arn Anderson, Meng, The Barbarian, Lex Luger, Kevin Sullivan, Z-Gangsta, and The Ultimate Solution vs. Hulk Hogan and Randy Savage in a Towers of Doom match at Uncensored
  - Wrestler of the Year (1982–1986, 1989, 1990, 1992)
  - Wrestling Observer Newsletter Hall of Fame (Class of 1996)